# Tudo por Brinquedo
Tudo por Brinquedo foi um programa infantil, comandado por Sérgio Mallandro e, posteriormente, pela apresentadora Mariane, na CNT. O programa estreou em 20 de dezembro de 1993, sob o comando do apresentador infantil Sergio Mallandro, que havia deixado a Rede Globo, após três anos de contrato. No ano seguinte, com o retorno de Sergio Mallandro ao SBT, emissora que o lançou, a atração passou a ser comandada, a partir de 21 de fevereiro de 1994, por Mariane Dombrova, mais conhecida pelo público infantil como Mariane, devido aos seus programas anteriormente apresentados no SBT. O programa ia ao ar sempre ao final da tarde, das 18h00 às 20h30. Mas durante um período, de Novembro de 1994 a março de 1995, também passou a ser reprisado na manhã seguinte, apenas pela TV Gazeta em São Paulo. A partir de Março de 1995, o programa passou para a faixa das 16h45 às 17h45 até julho do mesmo ano, quando saiu definitivamente do ar.
Tudo por Brinquedo ganhou notoriedade na mídia, pois se tornou o programa líder de audiência de toda a grade da emissora em que era exibido, feito raro para um programa infantil e essa notícia foi registrada nos jornais. Na média geral de audiência, o programa só perdia para as novelas da Rede Globo e para o noticiário Aqui Agora, do SBT. A CNT, mesmo sendo uma emissora que completara um ano de existência, deixava para trás no Ibope outras TVs mais experientes, como a Band, a Record e a extinta Rede Manchete, o que dificilmente conseguia em outros horários. Não foi a primeira vez que Mariane incomodou a concorrência: entre 1989 e 1991, quando apresentava o seu programa matinal homônimo no SBT, ela conquistou o primeiro lugar no Ibope em várias ocasiões, tirando a liderança da "Rainha dos Baixinhos" e do seu Xou da Xuxa, fato até então inédito na televisão brasileira.
O infantil contava com brincadeiras, musicais e desenhos animados. Entre os desenhos, estão os clássicos Superamigos, O Pirata do Espaço, Danger Mouse, Don Drácula, Guerra das Galáxias, Riquinho, Gasparzinho, o Fantasminha Espacial, Goober e os Caçadores de Fantasmas, Thundarr o Bárbaro, Bicudo, o Lobisomem, A Coisa,Super Mouse, Pepe Legal, Bibo Pai e Bobi Filho e Olho Vivo e Faro Fino.
O elenco era formado por bambinas e também teve a participação de alguns personagens como o robô Albert, o Gazinho, Nhoque, Chucky, Senninha e a Penélope Charmosa: um fusquinha que fez tanto sucesso que virou até um brinquedo, o "Fuscofrinho" (um cofre em formato de fusca), a sensação da garotada naquela época. Entre as atrações musicais, Mariane cantava seus antigos sucessos e novas músicas lançadas pela gravadora Paulinas Comep.
Mariane viajava toda semana para gravar o programa em Curitiba, sede da emissora, e continuava fazendo shows para divulgar seu CD, além de rever os fãs. Mas, em fevereiro de 1995, a CNT anuncia que pretende mudar as gravações do programa para o Rio de Janeiro e, em meados do mesmo ano, ele deixa de ser transmitido pela TV Gazeta em São Paulo, então retransmissora da CNT, continuando a ser exibido normalmente para outros estados do Brasil.
O título do programa era uma paródia do Topa Tudo por Dinheiro, apresentado por Silvio Santos na mesma época e inicialmente chamado "Tudo por Dinheiro". De certa forma, o Tudo por Brinquedo era uma versão infantil do programa de auditório do SBT, já que o maior desejo de sua plateia-mirim era ser presenteada com os brinquedos oferecidos por Mariane.

## Desenhos exibidos
- Bicudo, o Lobisomem
- Danger Mouse
- Don Drácula
- Gasparzinho, o Fantasminha Espacial
- Goober e os Caçadores de Fantasmas
- Guerra das Galáxias
- O Pirata do Espaço
- Riquinho
- Superamigos
- Thundarr, o Bárbaro
- A Coisa
- Super Mouse
- Pepe Legal
- Bibo Pai E Bobi Filho
- Olho Vivo e Faro Fino